# Outlook Express

Outlook Express — програма для роботи з електронною поштою і групами новин від компанії Microsoft. Outlook Express поставляється у складі операційних систем Windows починаючи з Windows 95 OSR 2.5, Windows NT, а також разом з браузером Internet Explorer починаючи з версії 4.0. Існують також варіанти Outlook Express для «класичних» версій Mac OS.
Назва Outlook Express натякає, що ця програма є «полегшеною» версією Microsoft Outlook — органайзера від Майкрософту, який також містить функції роботи з електронною поштою. Насправді між цими двома програмами мало спільного. Крім того, Outlook, на відміну від Outlook Express, не має функцій для роботи не тільки з одним повідомленням, а і з групою новин

## Історія
Outlook Express заснована на ранішому програмному забезпеченні для електронної пошти і новин — пакеті Microsoft Internet Mail and News, що поставлявся з Internet Explorer 3 (хоча назва самої програми була змінена на Outlook Express, виконуваний файл як і раніше називається msimn.exe).
Нова версія Outlook Express, що поставляється тільки разом з Windows Vista, називається Windows Mail.
30 травня 2007 Microsoft випустила бета-версію нового поштового клієнта Windows Live Mail, покликаного змінити як Outlook Express, так і Windows Mail. За словами Ніка Вайта (англ. Nick White), менеджера Windows Vista, Windows Live Mail має абсолютно новий інтерфейс користувача, більше відповідає стилю, використовуваного в Windows Live. Windows Live Mail також дозволить користувачам синхронізуватися з Windows Live Hotmail.